# DDR-Oberliga 1965-1966
L'edizione 1965-66 della DDR-Oberliga è stato il diciannovesimo campionato di massimo livello in Germania Est.

## Avvenimenti

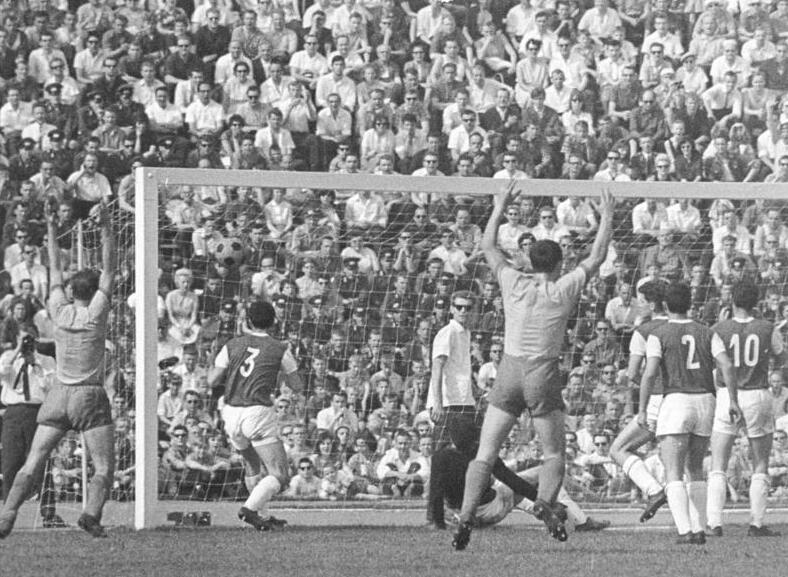
Jürgen Nöldner apre le marcature nello scontro diretto tra Carl Zeiss Jena e Vorwärts Berlino, giocato all'ultima giornata e terminato con il risultato di 2-0 per il club di Berlino.

La diciottesima edizione della DDR-Oberliga fu influenzata da un cambio di politica dello sport da parte del regime, mirato a rifondare le squadre in maniera tale da svincolarle dalla giurisdizione di polisportiva. Questo tipo di politica, che avrebbe dovuto garantire la fornitura di giocatori adeguati per la nazionale, comportò tra il dicembre 1965 e il gennaio 1966 la rifondazione, nonché il cambio di nome di alcune delle società partecipanti alla Oberliga.
La data dell'avvio del torneo fu stabilita per il 14 agosto 1965: nelle prime giornate si diedero battaglia al vertice il SC Lipsia e la Dinamo Dresda, fin quando, all'ottava giornata, le due squadre furono riprese da un gruppo comprendente Dinamo Berlino, Motor Jena e Vorwärts Berlino. Quest'ultima squadra uscì nel giro di due giornate dal gruppo e ingaggiò un duello per il primo posto contro il SC Lipsia, ma all'ultima del girone di andata perse il primato a causa di una sconfitta nello scontro diretto con un Motor Jena che arrivò quindi al giro di boa in testa a pari punti con il SC Lipsia.
Nel girone di ritorno, anche a causa del calo del Lokomotive Lipsia (nome assunto dallo SC Lipsia al momento della rifondazione), la lotta fu limitata al Vorwärts Berlino e al Carl Zeiss Jena (nuovo nome del Motor Jena), che diedero vita ad una serie di sorpassi che sembrò giungere ad una svolta alla diciannovesima giornata, quando il Carl Zeiss Jena passò in vetta approfittando di una sconfitta dei rivali contro un Rot-Weiß Erfurt (ex Turbine Erfurt) ancora arenato a fondo classifica. Nonostante ciò il Vorwärts Berlino rimase sulla scia della capolista fino a raggiungerla a due giornate dal termine. All'ultimo turno, giocato il 14 maggio 1966 vi fu in programma a Berlino lo scontro diretto tra le due concorrenti: vincendo per 2-0 i padroni di casa poterono festeggiare il loro quinto titolo nazionale.
Nel turno precedente si erano invece decisi i verdetti a fondo classifica, che videro scendere in DDR-Liga il Rot-Weiß Erfurt e il Magdeburgo (nome assunto dall'Aufbau Magdeburg), quest'ultimo già condannato con due giornate di anticipo.

## Classifica finale
|  |     | DDR-Oberliga 1965-66 | Pt | G  | V  | N | P  | GF | GS | DR  |
|  | --- | -------------------- | -- | -- | -- | - | -- | -- | -- | --- |
|  | 1.  | Vorwärts Berlino     | 34 | 26 | 15 | 4 | 7  | 44 | 27 | +17 |
|  | 2.  | Carl Zeiss Jena      | 32 | 26 | 14 | 4 | 8  | 45 | 24 | +11 |
|  | 3.  | Lokomotive Lipsia    | 28 | 26 | 13 | 2 | 11 | 50 | 41 | -9  |
|  | 4.  | Hansa Rostock        | 28 | 26 | 11 | 6 | 9  | 41 | 34 | +7  |
|  | 5.  | Dinamo Dresda        | 28 | 26 | 11 | 6 | 9  | 34 | 31 | +3  |
|  | 6.  | Wismut Aue           | 28 | 26 | 11 | 6 | 9  | 33 | 33 | 0   |
|  | 7.  | Karl-Marx-Stadt      | 28 | 26 | 12 | 4 | 10 | 29 | 33 | -4  |
|  | 8.  | Chemie Lipsia        | 26 | 26 | 9  | 8 | 9  | 32 | 32 | 0   |
|  | 9.  | BFC Dynamo           | 25 | 26 | 11 | 3 | 12 | 42 | 32 | +10 |
|  | 10. | Motor Zwickau        | 24 | 26 | 9  | 6 | 11 | 28 | 35 | -7  |
|  | 11. | Hallescher           | 23 | 26 | 7  | 9 | 10 | 26 | 33 | -7  |
|  | 12. | Lokomotive Stendal   | 22 | 26 | 10 | 2 | 14 | 36 | 49 | -13 |
|  | 13. | Rot-Weiß Erfurt      | 19 | 26 | 8  | 3 | 15 | 26 | 42 | -16 |
|  | 14. | Magdeburgo           | 19 | 26 | 7  | 5 | 14 | 19 | 39 | -20 |

### Verdetti
- Vorwärts Berlino campione della Germania Est 1965-66. Qualificato in Coppa dei Campioni 1966-67.
- Chemie Lipsia qualificato in Coppa delle Coppe 1966-67
- Lokomotive Lipsia qualificata in Coppa delle Fiere 1966-67
- Rot-Weiß Erfurt e Magdeburgo retrocesse in DDR-Liga.

### Squadra campione
- Horst Begerad (26/13)
- Hans-Dieter Krampe (26/4)
- Otto Fräßdorf (23/2)
- Jürgen Piepenburg (22/6)
- Werner Unger (22)
- Gerhard Körner (21/1)
- Jürgen Großheim (20/5)
- Jürgen Nölder (20/6)
- Gerhard Vogt (19/3)

- Hans-Georg Kiupel (14/1)
- Manfred Müller (14)
- Gerhard Weiß (14)
- Alfred Zulkowski (12)
- Rainer Nachtigall (12)
- Manfred Schütze (8/1)
- Peter Kalinge (8)
- Hans Sturm (3)
- Horst Wruck (2)

- Allenatore:  Günter Lammich

## Record

### Capoliste solitarie
- 3ª giornata:  Lokomotive Lipsia
- 4ª giornata:  Dinamo Dresda
- 5ª giornata:  Lokomotive Lipsia
- 6ª-7ª giornata:  Dinamo Dresda
- 10ª giornata:  Vorwärts Berlino
- 12ª giornata:  Vorwärts Berlino

- 14ª giornata:  Carl Zeiss Jena
- 16ª giornata:  Vorwärts Berlino
- 17ª giornata:  Carl Zeiss Jena
- 18ª giornata:  Vorwärts Berlino
- 19ª-23ª giornata:  Carl Zeiss Jena
- 26ª giornata:  Vorwärts Berlino

### Club

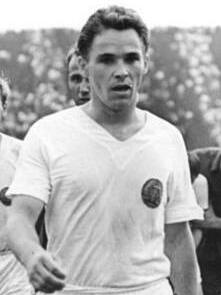
Henning Frenzel, capocannoniere del torneo con 22 reti.

- Maggior numero di vittorie:  Vorwärts Berlino (15)
- Minor numero di sconfitte:   Vorwärts Berlino (7)
- Migliore attacco:  Lokomotive Lipsia (50 gol fatti)
- Miglior difesa:  Carl Zeiss Jena (24 gol subiti)
- Miglior differenza reti:  Carl Zeiss Jena (+21)
- Maggior numero di pareggi:  Hallescher (9)
- Minor numero di pareggi:  Lokomotive Stendal (2)
- Maggior numero di sconfitte:  Rot-Weiß Erfurt (15)
- Minor numero di vittorie:  Magdeburgo e  Hallescher (7)
- Peggior attacco:  Magdeburgo (19 gol fatti)
- Peggior difesa:  Lokomotive Stendal (49 gol subiti)
- Peggior differenza reti:  Magdeburgo (-20)

### Classifica cannonieri
|  | Gol | Marcatore        | Squadra            |
|  | --- | ---------------- | ------------------ |
|  | 22  | Henning Frenzel  | Lokomotive Lipsia  |
|  | 13  | Horst Begerad    | Vorwärts Berlino   |
|  | 12  | Bernd Bauchspieß | Chemie Lipsia      |
|  | 10  | Gerd Backhaus    | Lokomotive Stendal |
|  |     |                  |                    |